# گرترود مری کاکس
گرترود مری کاکس (زاده ۱۳ ژانویه ۱۹۰۰ – درگذشته ۱۷ اکتبر ۱۹۷۸) آماردان آمریکایی و مؤسس بخش آمار تجربی در دانشگاه ایالتی کارولینای شمالی بود. او بعداً به عنوان مدیر مؤسسه آمار دانشگاه کارولینای شمالی و بخش تحقیقات آمار دانشگاه ایالتی کارولینای شمالی منصوب شد. مهم‌ترین و تأثیرگذارترین پژوهش‌های او به طراحی آزمایش می‌پرداخت. او در سال ۱۹۵۰ کتاب طرح‌های تجربی را با همکاری ویلیام کوکران منتشر کرد که سال‌ها پس از آن به مرجع اصلی در طراحی آزمایش‌ها برای آماردانان تبدیل شد. در سال ۱۹۴۹ کاکس اولین زنی بود که به عضویت در مؤسسه بین‌المللی آمار انتخاب شد و در سال ۱۹۵۶ رئیس انجمن آمار آمریکا بود.

## اوان زندگی و تحصیل
گرترود کاکس در ۱۳ ژانویه ۱۹۰۰ در دیتون، آیووا به دنیا آمد او در دبیرستان پری در پری تحصیل کرد و در سال ۱۹۱۸ فارغ‌التحصیل شد. در این زمان او تصمیم گرفته بود که در کلیسای متدیست کار کند. با این حال، در سال ۱۹۲۵، او تصمیم گرفت تحصیلات خود را در کالج ایالتی آیووا (که در سال ۱۹۵۹ به دانشگاه ایالتی آیووا تغییر نام داد) در ایمز ادامه دهد. وی در آنجا ریاضیات و آمار خواند و در سال ۱۹۲۹ مدرک کارشناسی و در سال ۱۹۳۱ مدرک کارشناسی ارشد خود را در رشته آمار دریافت کرد
از سال ۱۹۳۱ تا ۱۹۳۳ کاکس در دانشگاه کالیفرنیا در برکلی در رشته آمار روان‌شناسی تحصیلات تکمیلی خود را انجام داد، سپس به کالج ایالتی آیووا بازگشت تا در بنیانگذاری آزمایشگاه آماری جدید کمک کند. در اینجا او روی طراحی آزمایش‌ها کار می‌کرد.

## فعالیت‌های دانشگاهی
در سال ۱۹۳۹ کاکس به عنوان استادیار گروه آمار در کالج ایالتی آیووا منصوب شد. در سال ۱۹۴۰ کاکس به عنوان استاد آمار در کالج ایالتی کارولینای شمالی (که در حال حاضر دانشگاه ایالتی کارولینای شمالی است) در رالی منصوب شد. او در آنجا ریاست بخش تازه‌تاسیس آمار تجربی را بر عهده داشت، وی اولین زن رئیس بخش در این مؤسسه بود. در سال ۱۹۴۵ او مدیر مؤسسه آمار دانشگاه کارولینای شمالی و بخش تحقیقات آمار کالج ایالتی کارولینای شمالی شد که توسط ویلیام جمل کوکران اداره می‌شد. در همان سال کاکس سردبیر بولتن بیومتریک و بیومتریک شد و به مدت ۱۰ سال این سردبیری را بر عهده داشت. زمانی که رونالد فیشر، آماردان و متخصص اصلاح نژاد پرکار، انجمن بین‌المللی بیومتریک را در سال ۱۹۴۷ تأسیس کرد، کاکس یکی از اعضای مؤسس آن بود.
در سال ۱۹۶۰ او آخرین پست خود را به عنوان مدیر امور آمار در مؤسسه تحقیقات مثلث در دورهام کارولینای شمالی بر عهده گرفت. او این سمت را تا زمان بازنشستگی در سال ۱۹۶۵ حفظ کرد وی پس از بازنشستگی، به عنوان مشاور برای ترویج توسعه برنامه‌های آماری در مصر و تایلند کار کرد.

## کتاب
در سال ۱۹۵۰ او کار مشترکی را با ویلیام کوکران به نام طرح‌های آزمایشی منتشر کرد، که سال‌ها پس از آن به مرجع اصلی در طراحی آزمایش‌ها برای متخصصین آمار تبدیل شد.

## تجلیل‌ها
کاکس افتخارات زیادی دریافت کرده‌است. در سال ۱۹۴۹، او اولین زنی بود که به عضویت در مؤسسه بین‌المللی آمار انتخاب شد. در سال ۱۹۵۶، او به عنوان رئیس انجمن آمار آمریکا انتخاب شد، وی در سال ۱۹۷۵ او به عنوان عضو آکادمی ملی علوم انتخاب شد. او همچنین عضو مؤسسه آمار ریاضی بود.
دانشگاه کارولینای شمالی او را در سال ۱۹۵۹ به عنوان برنده جایزه O. Max Gardner معرفی کرد. دانشگاه ایالتی کارولینای شمالی با نامگذاری یکی از سالن‌های خود به نام کاکس هال به افتخار کاکس در سال ۱۹۷۰ و اعطای مدال واتاوگا به او در سال ۱۹۷۷ تجلیل کرد. کالج ایالتی آیووا در سال ۱۹۵۸ به او دکترای افتخاری علوم در آمار اعطا کرد. انجمن زنان در آمار همچنین در سال ۱۹۸۹ بورسیه تحصیلی گرترود ام کاکس را تأسیس کرد.